# Луис и Кларк (окръг)
 Тази статия е за окръга в Монтана, САЩ.  За изследователите вижте Експедиция на Луис и Кларк.  
Окръг Луис и Кларк (на английски: Lewis and Clark County) е окръг в щата Монтана, Съединени американски щати. Площта му е 9060 km², а населението - 67 773 души (2017). Административен център е град Хелена. През 2013 г. тук е описана растителният ендемит Castilleja kerryana.